# Odo maelfaiti
Espèce
Odo maelfaiti est une espèce d'araignées aranéomorphes de la famille des Xenoctenidae.

## Distribution
Cette espèce est endémique des îles Galápagos en Équateur. Elle se rencontre sur les îles Española et Gardner.

## Description
Le mâle holotype mesure 7,94 mm et la femelle paratype 15,03 mm.

## Étymologie
Cette espèce est nommée en l'honneur de Jean-Pierre Maelfait.

## Publication originale
- Baert, 2009 : The genus Odo Keyserling, 1887 (Araneae: Zoridae) of the Galápagos islands (Ecuador). Bulletin de l'Institut Royal des Sciences Naturelles de Belgique, Entomologie, vol. 79, p. 45-57.